# Jaime López Sánchez
Jaime López Sánchez (13 de febrero de 1986 en Telde, Islas Canarias) es un deportista español que compite en pentatlón moderno.
Jaime López Sánchez fue primero en el Campeonato de Europa 2002 en París, octavo en su especialidad en la cita de la Copa del Mundo celebrada en El Cairo, sexto en México y quinto en Millfield. Segundo clasificado en el New Balance World Ranking 2008.
Participó en los Juegos Olímpicos de Pekín 2008.
Jaime contrajo matrimonio el 2 de septiembre de 2016 con la periodista Belén Rodríguez.